# Nitril

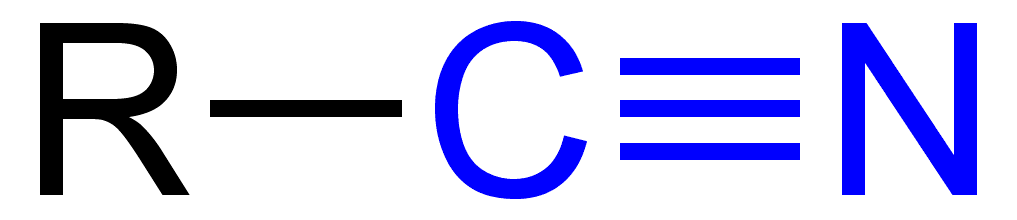
Nitril

Jako nitril se označuje jakákoli organická sloučenina obsahující funkční skupinu -C≡N. Skupina -C≡N se nazývá nitrilová skupina (též jen nitril). Ve skupině -CN jsou uhlíkový a dusíkový atom vázány trojnou vazbou. V chemickém názvosloví se pro indikaci přítomnosti nitrilové skupiny v molekule používá také prefix kyan. Kyanidový iont má záporný náboj a vzorec CN−. Skupina -CN se někdy, méně přesně, označuje také jako kyanidová skupina nebo kyanoskupina a sloučeniny ji obsahující jako kyanidy.
Nitrily někdy uvolňují vysoce toxický kyanidový aniont CN−. Viz článek kyanid pro informace o biologických účincích a toxicitě.

## Názvosloví
Nitrily jsou považovány za funkční deriváty karboxylových kyselin. Název je případně možné také utvořit radikálově-funkčním způsobem ve tvaru alkylkyanid.
Příklady:
- CH₃CN (odvozený z CH₃COOH) – acetonitril, ethannitril, (též methylkyanid)
- C₆H₅CN (odvozený z C₆H₅COOH) – benzonitril, benzenkarbonitril, (též fenylkyanid)

Pokud –CN není hlavní funkční skupinou, používá se předpona kyan- (v tomto případě jakožto pseudohalogenidy se pojmenovávají podobně jako halogenderiváty), např.
- α-kyan-4-hydroxyskořicová kyselina

## Deriváty
halogenace
- chloroacetonitril
- fluoroacetonitril - rozpouštědlo, nadějný elektrolyt do lithiových akumulátorů[1]